# Michel Malafosse (rugby à XV)
Pour les articles homonymes, voir Michel Malafosse et Malafosse.
Pas d'image ? Cliquez ici

a Compétitions nationales et continentales officielles uniquement.

Dernière mise à jour le 7 avril 2020.
Michel Malafosse, né le 23 juin 1966 à Mende (Lozère), est un joueur français de rugby à XV.

## Biographie
Né à Mende, Michel Malafosse joue en deuxième division avec l'US Quillan, puis en première division avec le FC Grenoble, le CS Bourgoin-Jallieu puis le CA Brive.
Il est le père de Dan Malafosse,,.
En 1996, il participe à Fort Boyard.
Le 24 mai 2014, il participe au jubilé Michel Couturas.

## Palmarès
- Championnat de France :
  - Vice-Champion (1) : 1997
  - Demi-finaliste (2) : 1992 et 1995
- Challenge Yves du Manoir:
  - Finaliste (1) : 1990
  - Demi-finaliste (1) : 1992
- Coupe de France :
  - Finaliste (2) : 1997 et 2000
- Conférence européenne :
  - Vainqueur (1) : 1997
  - Demi-finaliste (1) : 1999